# Бенда, Эрнст
Эрнст Бенда (нем. Ernst Benda; 15 января 1925, Берлин — 3 марта 2009, Карлсруэ) — немецкий политический деятель, министр внутренних дел ФРГ (1968—1969), председатель Конституционного суда ФРГ (1971—1983).

## Биография
В 1943—1945 гг. служил в вермахте, закончил службу в чине обер-ефрейтора.
После окончания Второй мировой войны поступил на юридический факультет Берлинского университета Гумбольдта, однако в 1948 г. был принудительно исключен из него. Продолжил обучение в Университете Висконсин-Мэдисон (США) и в Свободном университете Берлина.
В 1946 г. вступил в ХДС. В 1951 г. стал одним из основателей Союза христианско-демократических студентов, который он возглавлял с 1951 по 1952 гг. вместе с Фрицем Фликом.
В 1951—1954 гг. — депутат муниципального совета западноберлинского района Шпандау, где он руководил фракцией ХДС, в 1954—1957 гг. — член палаты депутатов Западного Берлина.
С 1957—1971 гг. — депутат бундестага, в 1965—1967 гг. и в 1969—1971 гг. — председатель рабочей группы по общим и правовым вопросам фракции ХДС/ХССи.
В 1967—1968 гг. — статс-секретарь министерства внутренних дел,
в 1968—1969 гг. — министр внутренних дел ФРГ. В этом качестве он работал над изменениями в законодательстве о чрезвычайном положении.
В 1971—1983 гг. — председатель Конституционного суда ФРГ в Карлсруэ.
После своей отставки в 1984 г. — заведующий кафедрой во Фрайбургском университете Альберта Людвига.
Являлся президентом немецко-израильского общества и по ноябрь 2008 г. — председателем совета средств массовой информации столичного региона Берлин-Бранденбург. В 1993—1995 гг. — президент Немецкого Евангелического церковного съезда.

### Семья
Женат, двое детей.

## Избранные публикации
- Benda E. Recht und Globalisierung (нем.). — 2003, 10. Nov. Архивировано 11 ноября 2013 года.

## Награды
- 1969 Большой офицерский крест ордена «За заслуги перед ФРГ»
- 1974 Большой крест ордена «За заслуги перед Итальянской Республикой»
- 1975 Большой крест I степени с золотой звездой Почётного знака «За заслуги перед Австрийской Республикой»
- 1983 Большой Крест ордена «За заслуги перед ФРГ»

### Признание
- 1974 почётный доктор юридического факультета Вюрцбургского университета
- 1978 почётный профессор права Трирского университета
- титул «Курильщик трубки» 1978 года
- 1987 премия Хайнца-Герберта Карри